# Spirontocaris lamellicornis
Spirontocaris lamellicornis är en kräftdjursart som först beskrevs av James Dwight Dana 1852.  Spirontocaris lamellicornis ingår i släktet Spirontocaris och familjen Hippolytidae. Inga underarter finns listade i Catalogue of Life.